# La Marche de Ménilmontant
La Marche de Ménilmontant est une chanson rendue populaire par Maurice Chevalier en 1942.

## Développement et composition
La chanson a été écrite par Maurice Chevalier et Maurice Vandair et composée par Charles Borel-Clerc,,,.

## Liste des pistes
78 tours —  Gramophone K-8575 (La compagnie française du gramophone La Voix de son Maître) enregistré le 12 octobre 1942 avec une orchestration de Marcel Cariven.
A. La Marche de Ménilmontant
B. Pour toi Paris (musique d'Henri Betti et paroles de Maurice Chevalier et Henri Varna)

## Réception
La chanson a eu un grand succès. C'est l'une de chansons les plus mémorables de la carrière française de Chevalier.

## Utilisation dans les spectacles de Chevalier
La chanson a été écrite pour la revue Pour toi Paris présentée au Casino de Paris.
C'était la 1re chanson de la revue de Maurice Chevalier Maurice Chevalier - Songs and Impressions, 
présentée au Henry Miller's Theatre de Broadway du 10 mars au 19 avril 1947.

## Reprise
En 1994, les 3 Julots enregistrent la chanson pour l'album Les Chansons de la Libération où ils enregistrent également La Fête à Neu-Neu, Fleur de Paris, Ça sent si bon la France et Notre espoir.
En 1996, le groupe de rock français Les Garçons bouchers reprend la chanson sur son premier album. 